# Дюрнштайн
Дюрнштайн или Дюрнштейн (нем. Dürnstein; устаревшие варианты написания — Дюренштейн, Дирнштейн) — город в Австрии, на левом берегу Дуная, в винодельческой долине Вахау. Относится к федеральной земле Нижняя Австрия.

## Общие сведения
Входит в состав округа Кремс-Ланд. Население — около 900 человек. Занимает площадь 16,81 км². Официальный код — 3 13 04.
Дюрнштайн — одно из самых привлекательных мест долины Вахау, внесённой в список мирового наследия ЮНЕСКО. Всего в 4 км к востоку от него находится другой центр туризма — Кремс. Туристы часто преодолевают это расстояние на велосипедах.

## Достопримечательности
- Руины замка Кюнрингов находятся на горе, возвышающейся над городом. В XII веке замок приобрёл известность тем, что именно там был заключён Ричард I Львиное Сердце, взятый в плен австрийским герцогом Леопольдом V во время своего возвращения из крестового похода.
- Монастырь августинцев был основан в 1410 году, неоднократно перестраивался, главным образом в XVIII веке (при участии Я. Прандтауэра). Наиболее примечательна на его территории церковь Мариэ-Химмельфарт — одна из жемчужин австрийского барокко и символ города. Строительство церкви было закончено в 1725 году. Монастырь был секуляризован в 1788 году, а его виноградники перешли к Штарембергам.

## История
В 1645 году город сильно пострадал от нашествия шведов во главе с графом Торстенссоном, который распорядился разрушить замок Кюнрингов.
Бой под Дюренштейном произошёл 11 ноября (30 октября по старому стилю) 1805 года между французской и союзной русско-австрийской армиями в ходе первой дунайской кампании Наполеона.
Многие виноделы долины Вахау связаны с одноимённой винодельней под Дюрнштайном, где находится штаб-квартира кооператива виноделов, который контролирует каждый третий виноградник долины. Небольшое барочное здание винодельни было приобретено в 1938 году у князя Штаремберга, вице-канцлера Австрии.

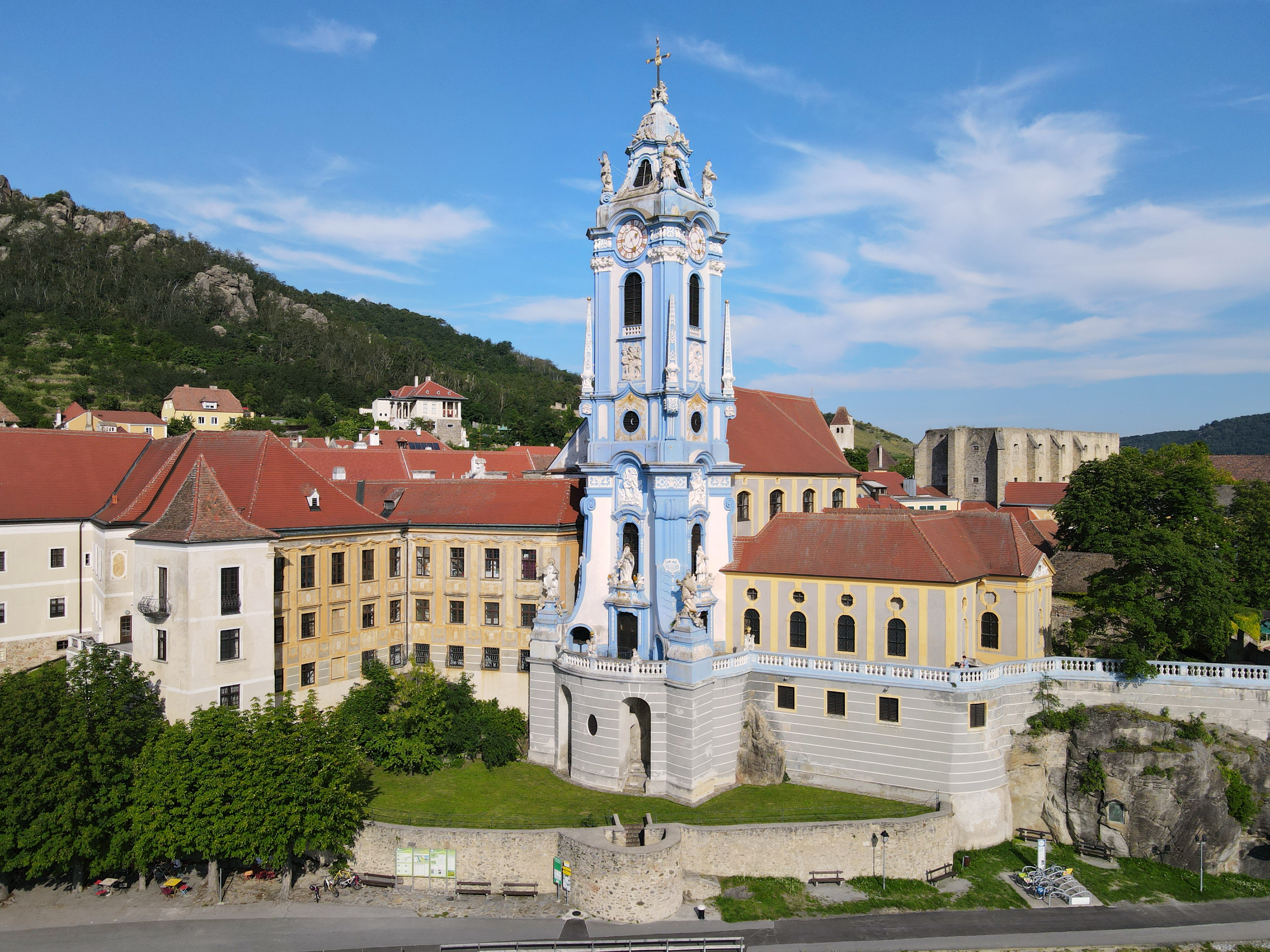
Центр Дюрнштайна и церковь Мариэ-Химмельфарт
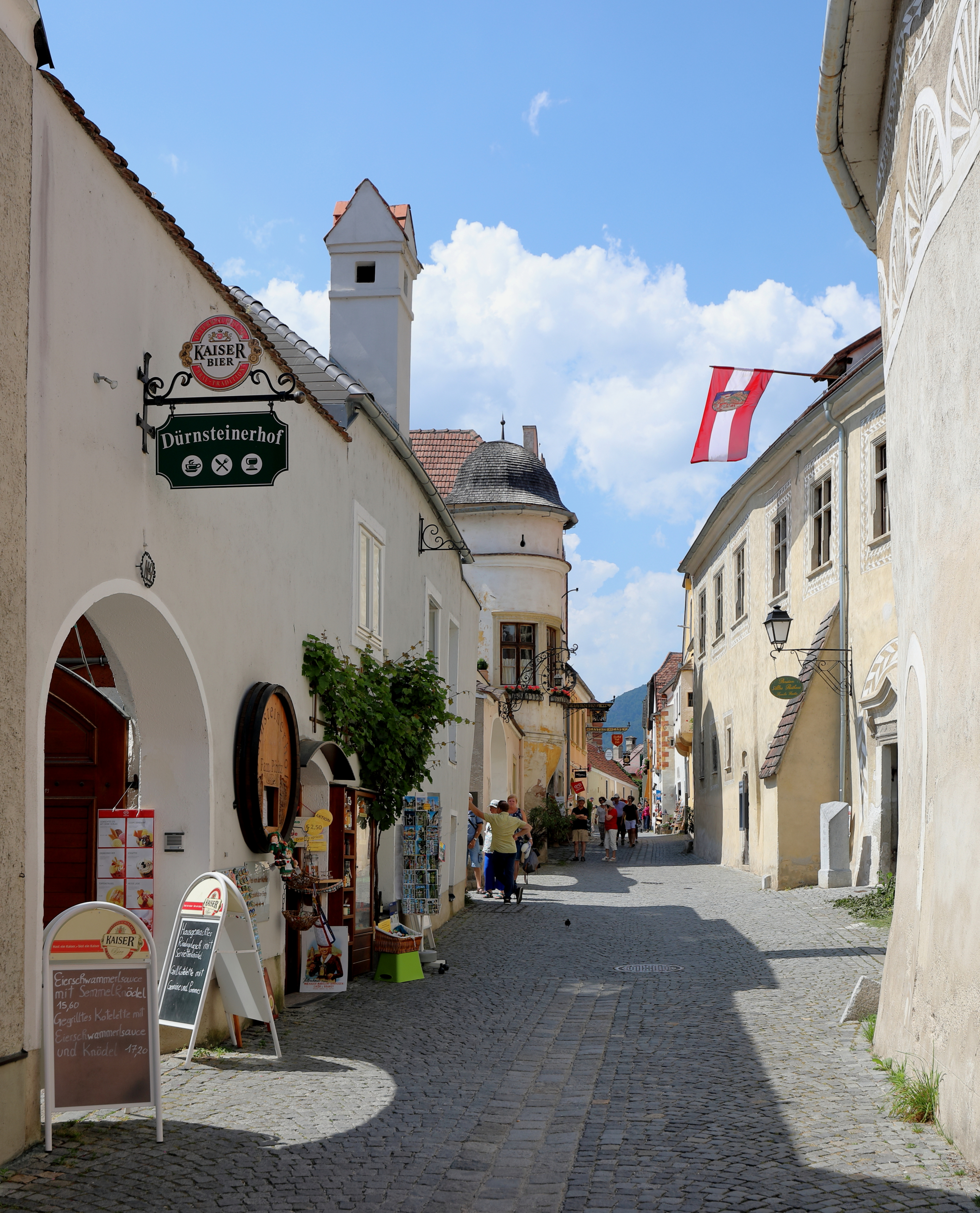
Центральная улица города
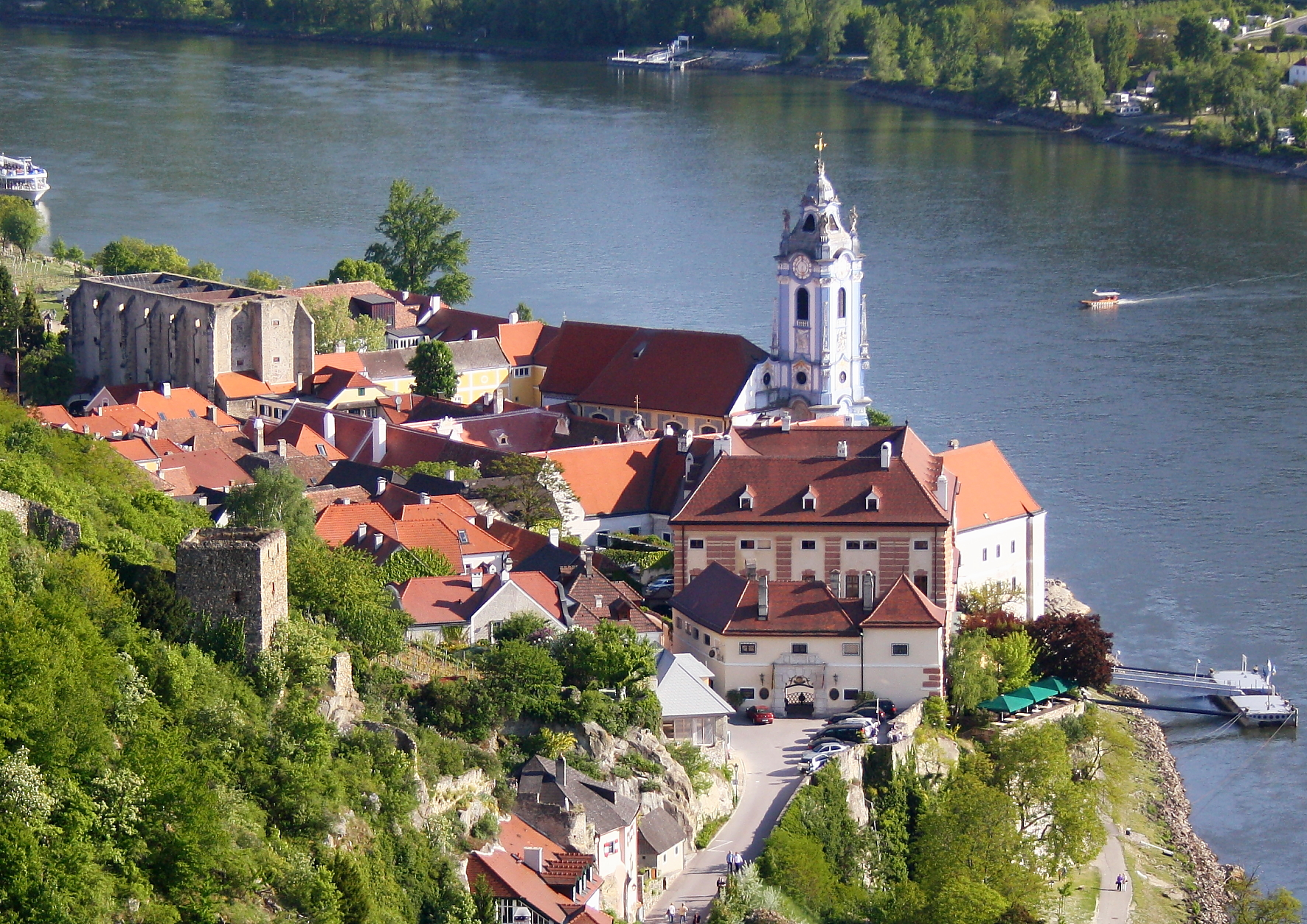
Вид на Дюрнштайн из замка
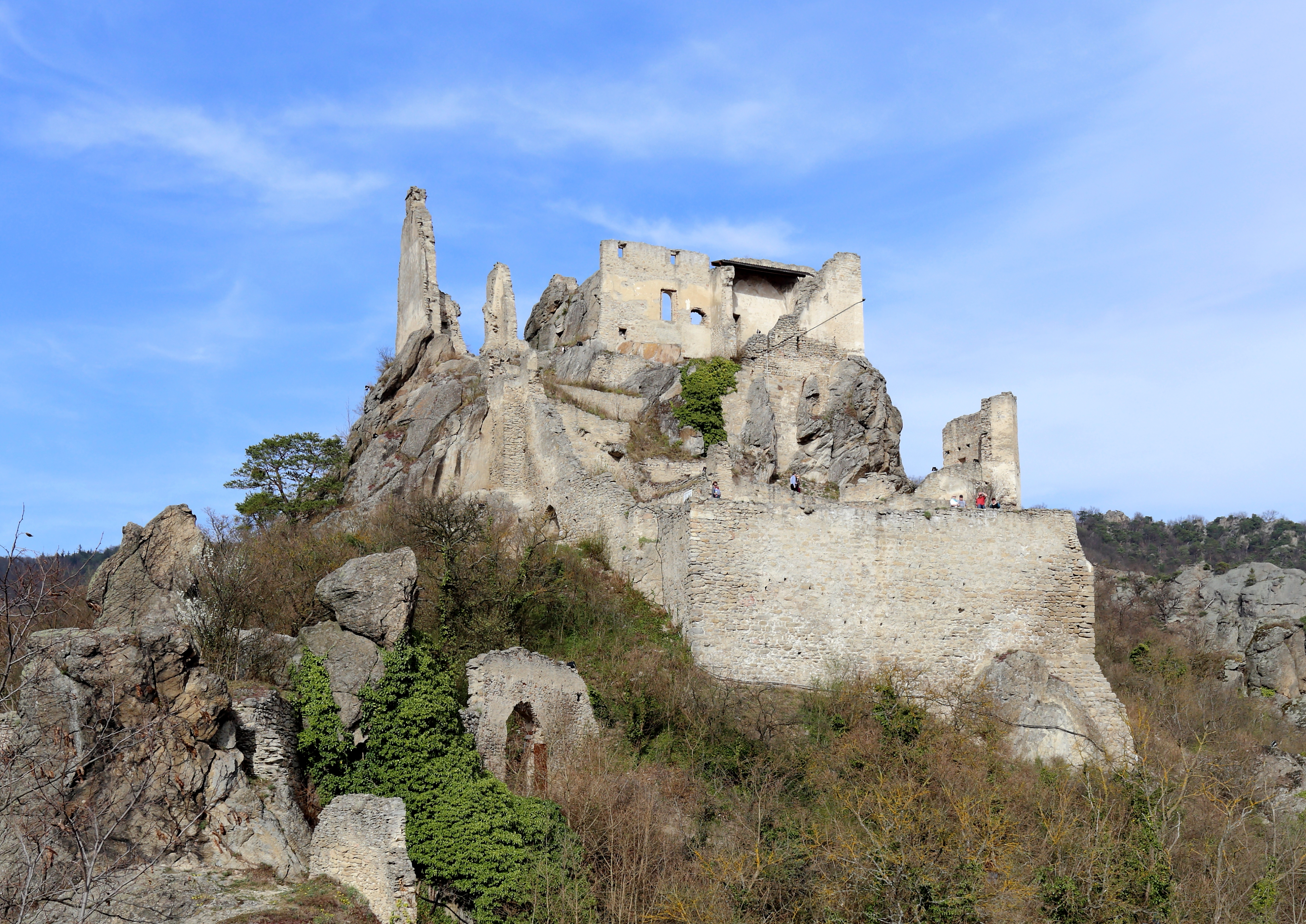
Руины замка